# Lakeside (Montana)
Lakeside ist ein census-designated place mit 1679 Einwohnern (Stand 2000) in den USA an der Nordwestküste des Flathead Lake, eines Sees im Bundesstaat Montana, rund 110 km südlich von der kanadischen Grenze.

## Geschichte
Im 19. Jahrhundert hieß der Ort Stoner, benannt nach dem ersten Postmeister John Stoner, der ein Hotel am Stoner Creek betrieben hatte. Später wurde die Bezeichnung in Chautauqua, dann Lacon and 1920 schließlich zu Lakeside geändert.

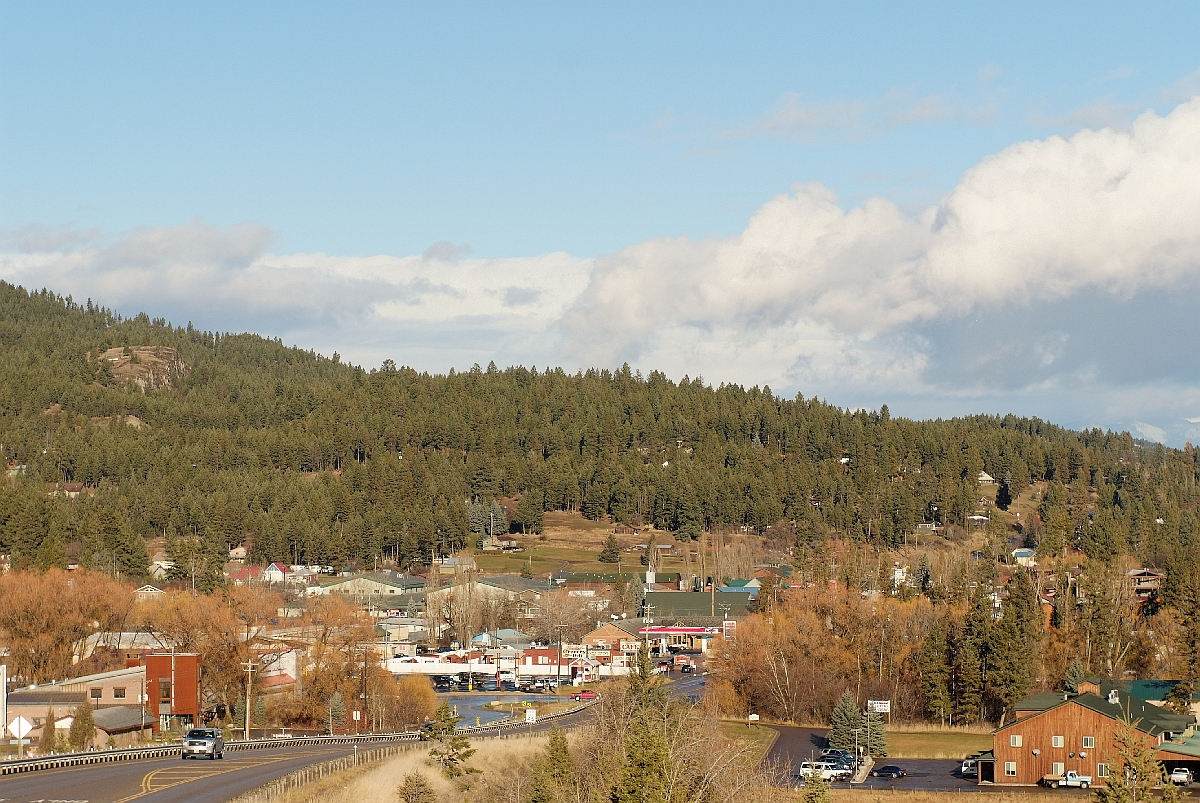
Lakeside von Süden
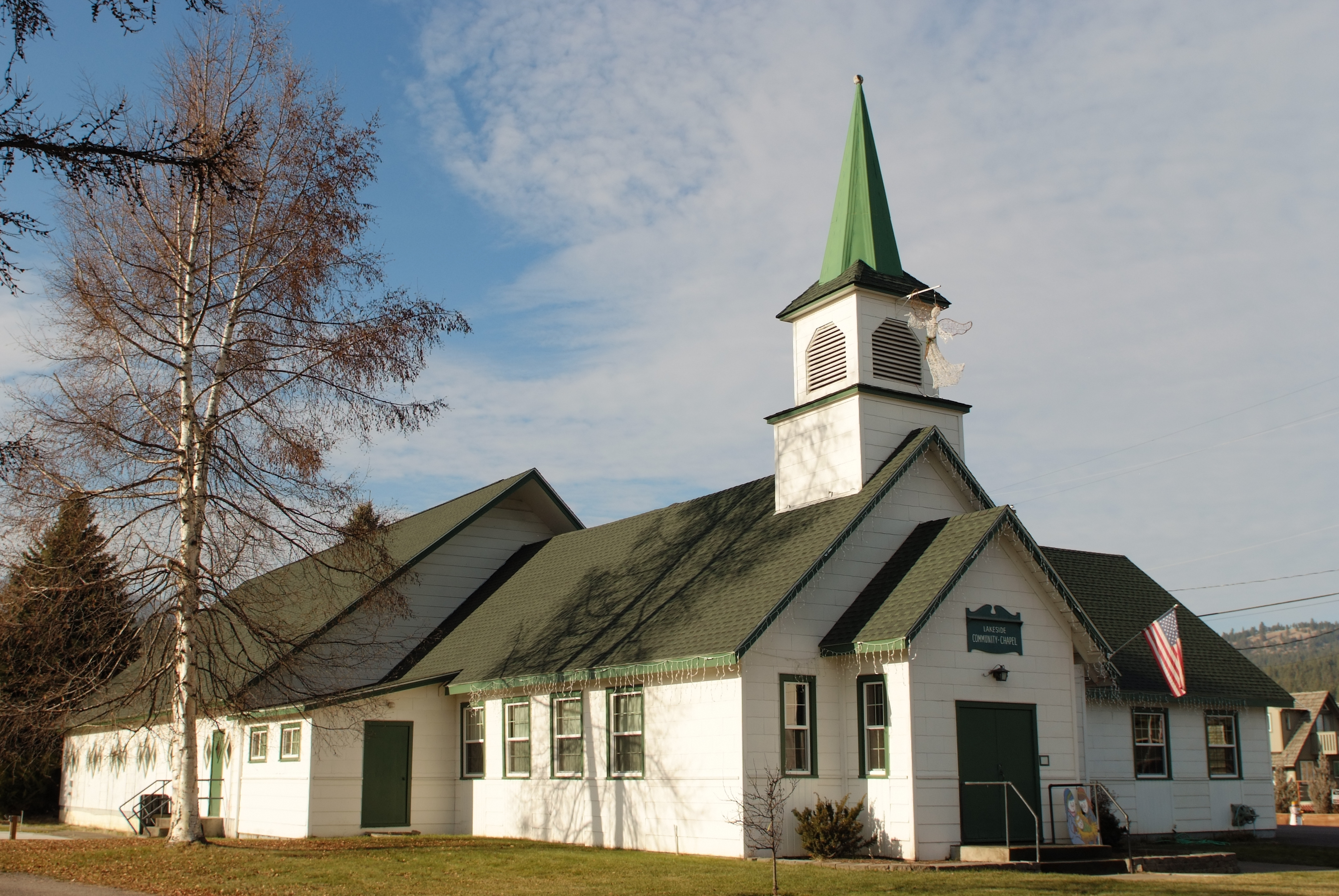
Lakeside Community Chapel
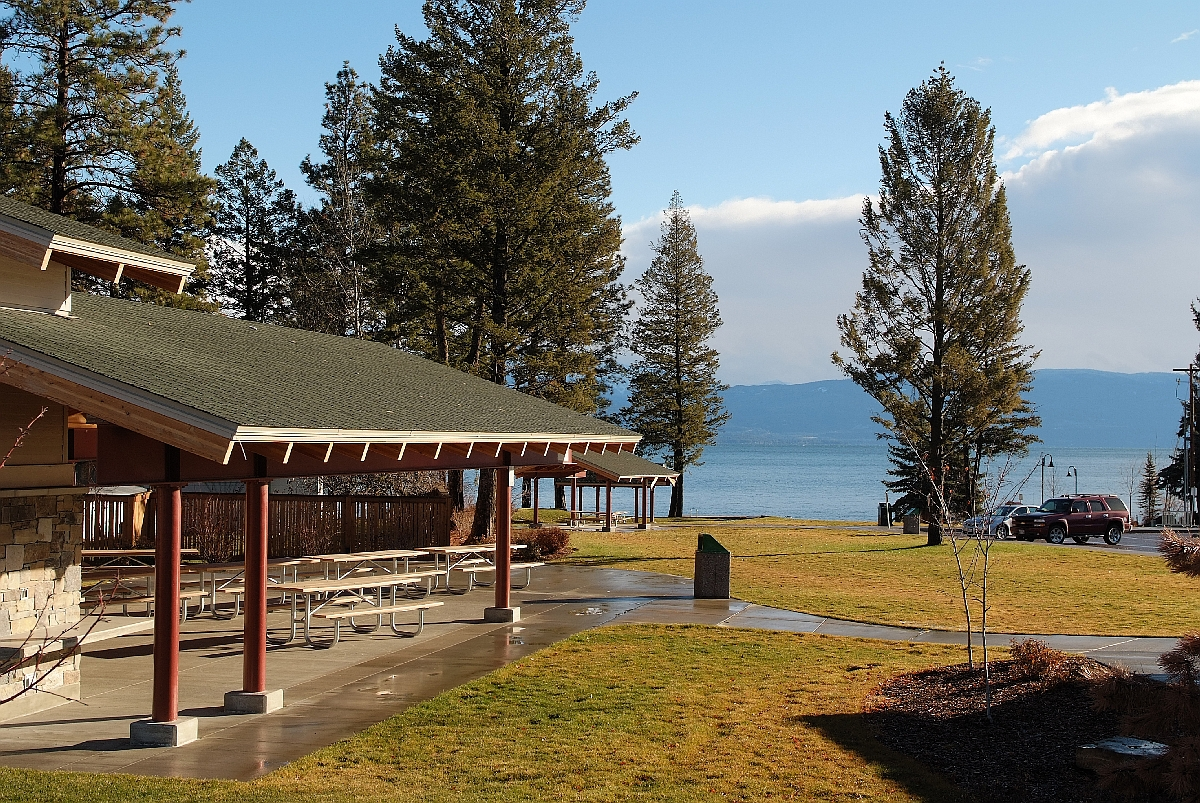
Volunteer Park
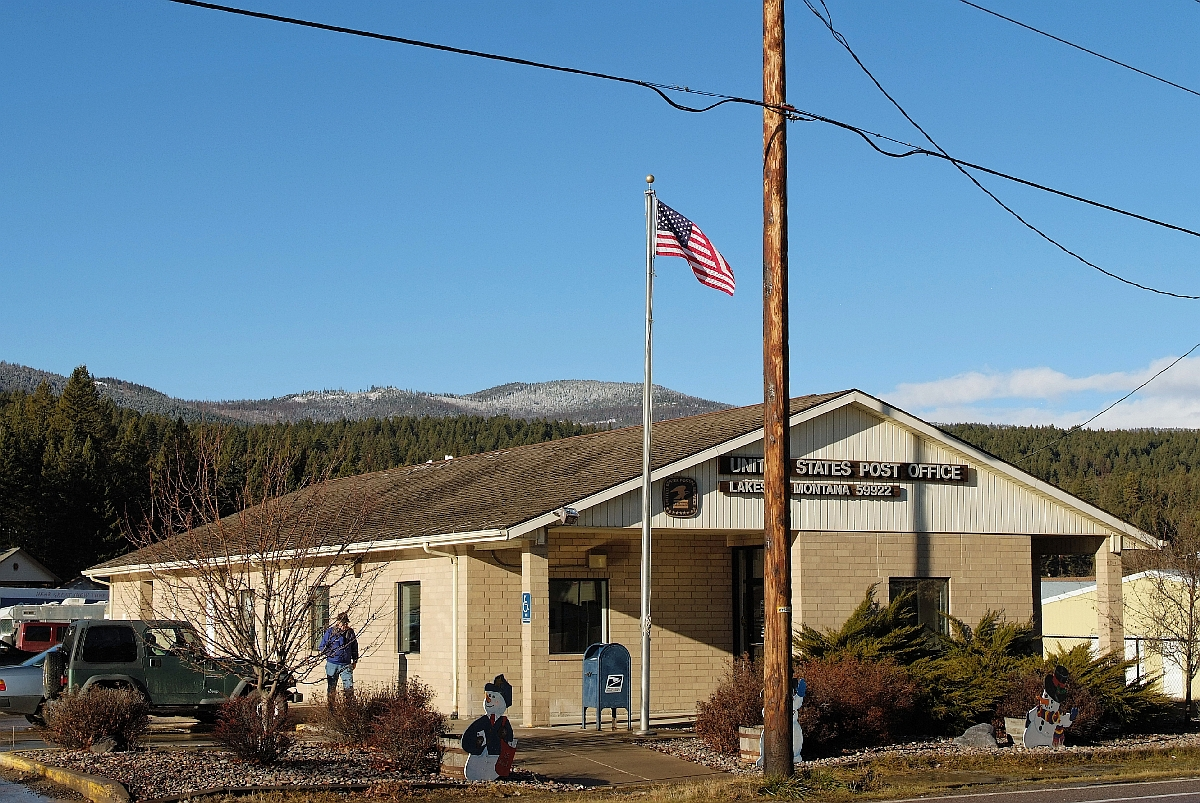
Postamt
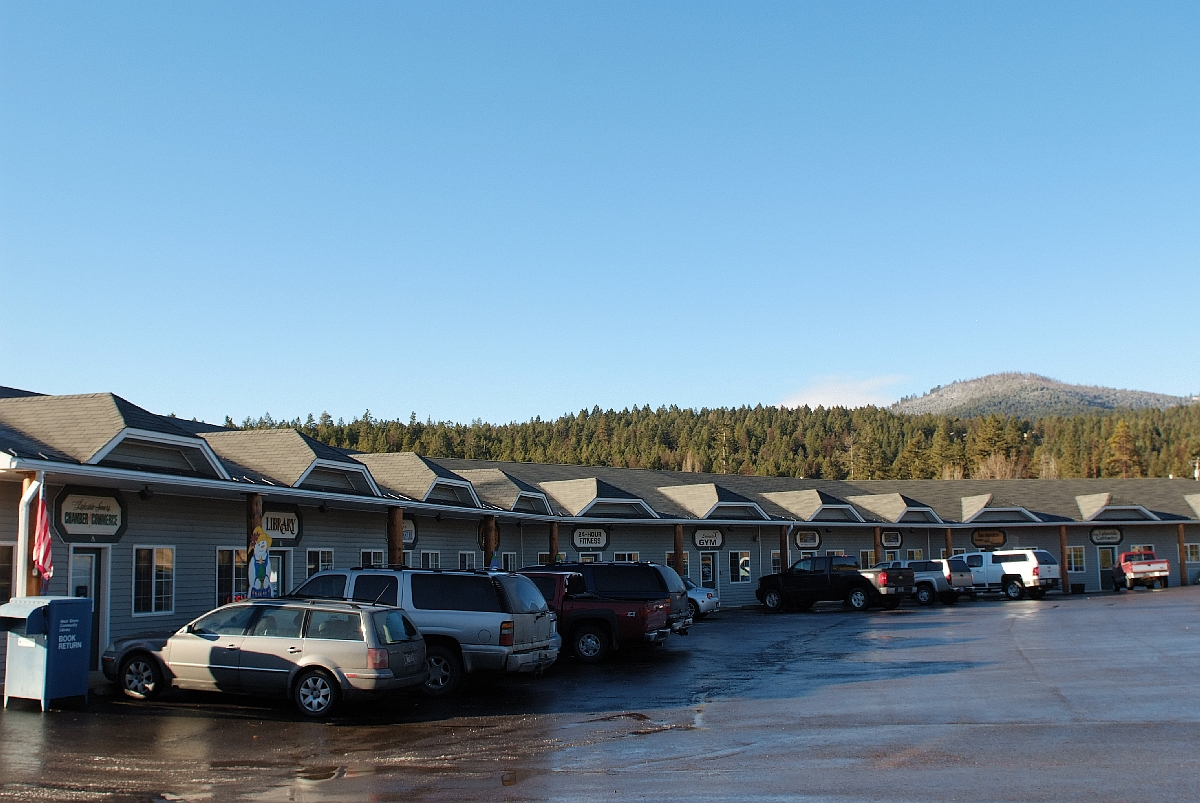
Ladenzeile mit Handelskammer und Bücherei des Ortes
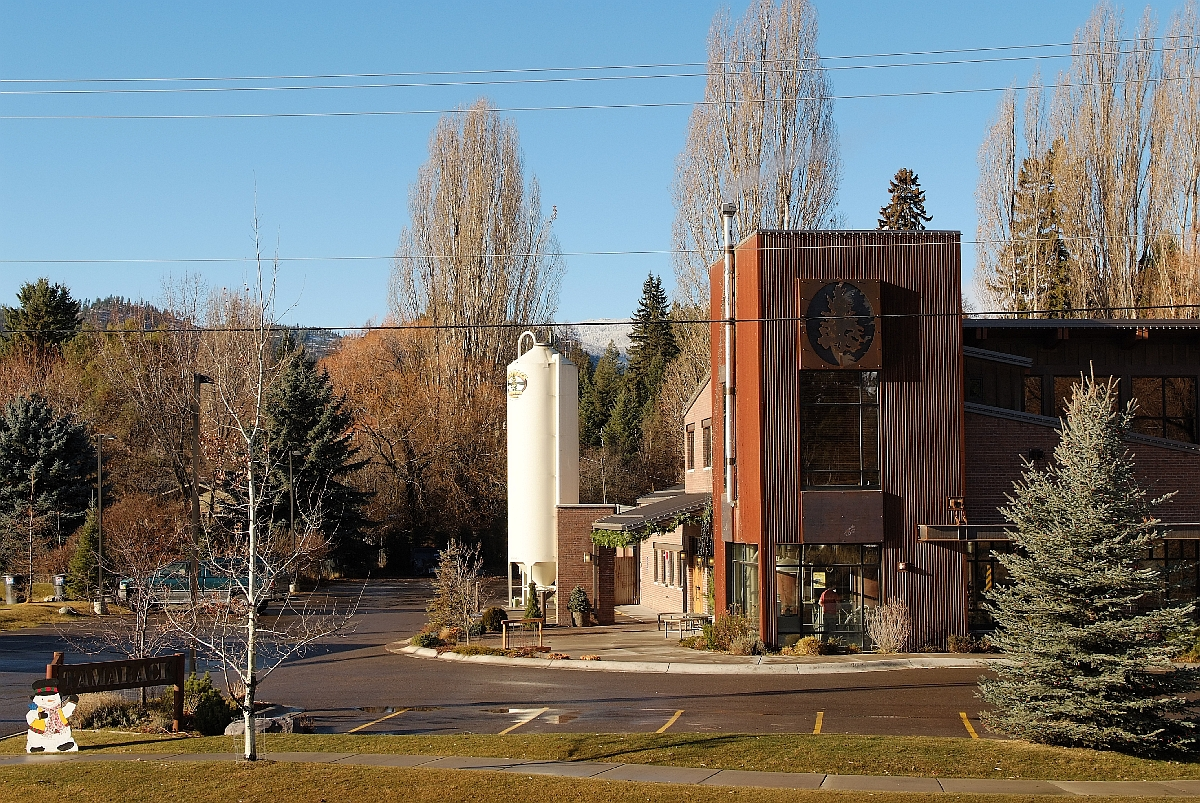
Tamarack-Brauerei